# 조피 (잡지)

조피의 로고

조피(Joepie)는 벨기에에서 발행되는 주간 청소년 및 음악 잡지였다. 이 잡지는 1973년부터 2015년까지 발행했다. 

## 연혁 및 프로필
조피는 1973년 2월 28일에 처음 출판되었다. 창립 회사는 N.V. 스파르타였으며 나중에 마그넷 매거진스(Magnet Magazines)로 이름이 변경되었다. 드 퍼스그로프(De Persgroep)의 전신이었다. 귀도 반 리페링게(Guido Van Liefferinge)는 네덜란드어로 출판된 잡지의 창립 편집장이었다.
조피는 윌리 소머스, 미카 마라, 폴 세버스, 지미 프레이, 존 테라와 같은 벨기에 가수가 등장하는 사진 소설을 출판했다. 이 잡지는 판매 증대를 위해 1985년에 새롭게 디자인되었으며 팝 음악 유명 인사를 중심으로 한 간행물이 되었다. 재설계 이후 12~17세 소녀를 타겟으로 하기 시작했다. 포토노벨 출판은 2014년 2월에 종료되었다. 이 잡지는 2015년 2월에 31,133부를 판매했다. 조피는 발행량이 적어 2015년 말에 접었다. 폐간 직전인 2015년 4월에는 잡지의 발행빈도가 월간으로 변경되었다.
조피는 2019년과 2023년에 자선 목적으로 특별호 2권을 발행했다.